# Nelson Wilmarth Aldrich
Pour les articles homonymes, voir Aldrich.
Nelson Wilmarth Aldrich (né le 6 novembre 1841, mort le 16 avril 1915) est un homme politique américain qui fut un des dirigeants du parti républicain au sénat où il siégea de 1881 à 1911 au poste de sénateur de Rhode Island.

## Biographie

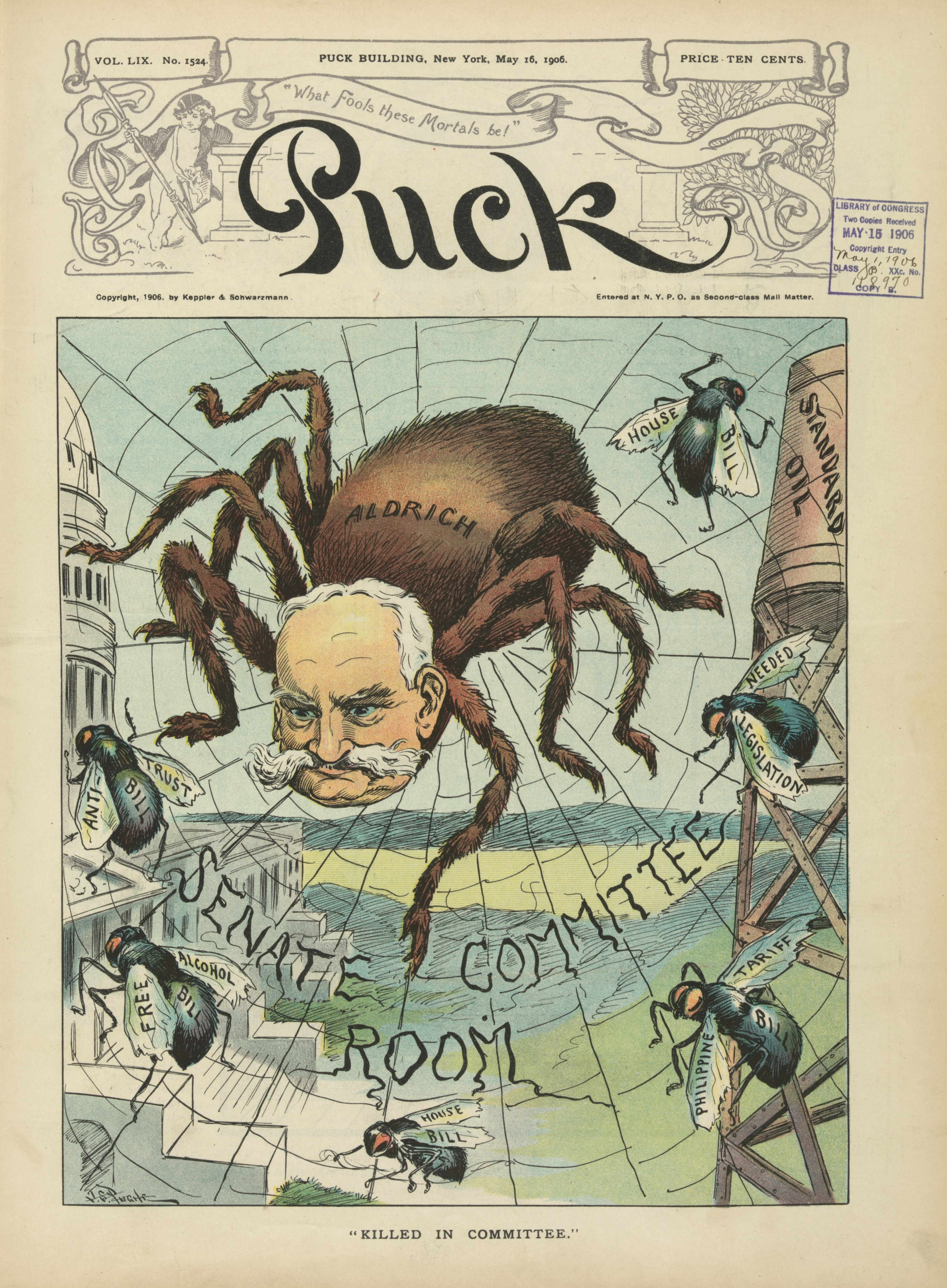
Couverture de Puck (magazine) en 1906, montrant Nelson Wilmarth Aldrich siégeant à la commission des finances du Sénat. Conservé à la Bibliothèque du Congrès.

Son rôle influent dans la vie politique américaine et sa position au sein de l'importante commission sénatoriale des finances lui valurent le surnom de « président directeur général de la nation » auprès des journalistes et du public. Il joua un rôle décisif dans toutes les politiques en matière de monnaie et de tarifs douaniers dans la première décennie du XXe siècle. Tout au long d'une carrière de plus de trente ans, Aldrich contribua à la mise en place d'un système douanier qui protégeât les industriels et les fermiers américains de la concurrence étrangère, notamment européenne. Il reconstruisit le système financier américain suivant des principes progressistes, au moyen d'instruments tels que l'amendement à l'impôt fédéral sur le revenu et le système de Réserve fédérale, convaincu que cette politique conduirait à une plus grande efficacité du système économique.
Il joua un rôle très important dans la création de la FED, en effet à partir de 1908 il dirigea la National Monetary Commission (en). Il avoua, dans sa biographie officielle, avoir conçu le projet de la Réserve fédérale,  sur l'île de Jekkyl Island en compagnie de Paul Warburg.
Aldrich s'enrichit en investissant dans les chemins de fer, le sucre, le caoutchouc et la banque. Son fils, Richard Steere Aldrich fut élu à la chambre des représentants et sa fille, Abby, épousa John D. Rockefeller, Jr., fils unique de John D. Rockefeller. Son petit-fils, Nelson Aldrich Rockefeller, fut vice-président des États-Unis sous Gerald Ford.